# Лудішор
Лудішор (рум. Ludișor) — село у повіті Брашов в Румунії. Входить до складу комуни Войла.
Село розташоване на відстані 176 км на північний захід від Бухареста, 57 км на захід від Брашова, 149 км на південний схід від Клуж-Напоки.

## Населення
За даними перепису населення 2002 року у селі проживали 217 осіб, усі — румуни. Усі жителі села рідною мовою назвали румунську.